# لدو (بامیان)
لدو (به لاتین: Ladu) یک منطقهٔ مسکونی در افغانستان است که در ولایت بامیان واقع شده‌است.